# Cezary Stypułkowski
Cezary Stypułkowski (ur. 29 listopada 1956 w Mrągowie) – polski prawnik, bankowiec, od 2024 prezes zarządu Banku Polska Kasa Opieki. W latach 1991–2003 prezes Banku Handlowego, w latach 2003–2006 prezes Powszechnego Zakładu Ubezpieczeń. W latach 2010–2024 prezes mBanku.

## Życiorys
W 1975 ukończył III Liceum Ogólnokształcące im. Mikołaja Kopernika w Olsztynie, następnie studiował na Wydziale Prawa i Administracji Uniwersytetu Warszawskiego, gdzie w 1989 uzyskał stopień naukowy doktora nauk prawnych. Obroniona pod kierunkiem Ludwika Bara w Katedrze Zarządzania Gospodarką Narodową praca doktorska nosiła tytuł Pozycja ministra przemysłu jako organu założycielskiego przedsiębiorstw.
Należał do Polskiej Zjednoczonej Partii Robotniczej. Od 1981 doradca Ministra ds. Reform Gospodarczych w Urzędzie Rady Ministrów. Od 1985 doradca prezesa Konsultacyjnej Rady Gospodarczej. W latach 1987–1988 doradca premiera oraz sekretarz Komitetu Rady Ministrów ds. Reformy Gospodarczej. W późnych latach 80 XX w. jako stypendysta Fundacji Fulbrighta studiował na Business School Uniwersytetu Columbia w Nowym Jorku.
W latach 1991–2003 prezes zarządu Banku Handlowego, m.in. wprowadzający bank na Giełdę Papierów Wartościowych w Warszawie. W latach 2003–2006 prezes zarządu Grupy PZU. W latach 2006–2010 dyrektor zarządzający banku inwestycyjnego J.P. Morgan w Londynie na Europę Środkową i Wschodnią. W latach 2010–2024 prezes mBanku (d. BRE Bank). W 2024 powołany na wiceprezesa zarządu Banku Polska Kasa Opieki kierującego pracami zarządu. W październiku tego samego roku został prezesem tego banku.
Był członkiem Międzynarodowej Rady Doradczej Zarządu Deutsche Bank, Międzynarodowej Rady Doradczej szkoły zarządzania i biznesu INSEAD, członkiem rady Międzynarodowego Instytutu Finansów w Waszyngtonie, oraz członkiem Geneva Association. Wchodzi w skład Komitetu Wspierania Muzeum Historii Żydów Polskich Polin w Warszawie.
W 2002 spowodował wypadek samochodowy, w którym zginęły trzy osoby.
W 2016 opublikowano dokumenty Służby Bezpieczeństwa z 1988, z które wskazują na fakt, że został on zarejestrowany jako tajny współpracownik Służby Bezpieczeństwa o pseudonimie „Michał”. W dokumentach tych nie ma podpisów Stypułkowskiego. Stypułkowski zdementował tę informację w oświadczeniu.

## Odznaczenia i wyróżnienia
- 1986: Srebrny Krzyż Zasługi[12]
- 1995: Krzyż Kawalerski Orderu Odrodzenia Polski[13]
- 2005: Krzyż Kawalerski orderu „Za Zasługi dla Litwy”[14]
- 2005: Medal Honorowy im. Józefa Tuliszkowskiego[15]
- 2024: Odznaka Honorowa za Zasługi dla Rozwoju Gospodarki Rzeczypospolitej Polskiej[16]